# 沖縄NICE映画祭
沖縄NICE映画祭（おきなわナイスえいがさい）は、2023年1月27日から29日に那覇市の桜坂劇場にて行われた自主制作映画の祭典。2018年から2021年にかけて3回開催された沖縄NICE映像祭が前身となっている。。
沖縄や全国の若い才能を持った方々に発表・上映の機会を創り、応援するという目的もあり、沖縄内で参加や観覧に協力的な専門学校とも連携している。協力要請は2018年から行われており、2018年は10作品中1名、2021年は10作品中2名の作品がスクリーンに上映されている。
（全国公募1回目）
海外からも応募を含め、156作品の中から選考（入選）の52作品とNICEの7作品を上映。沖縄では初めてのプロ・アマチュア関係なしという設定の下で実施された。
第２回目の応募総数は143作品の中から選考の49作品とNICEの6作品を上映。

## 受賞作品
- 第2回沖縄NICE映画祭
  - グランプリ - 『ミヌとりえ』監督/脚本：全辰隆（チョン・ジニュン）
  - 準グランプリ - 『在りのままで進め』監督：松本動
  - 他に33の賞が上映49作品の中から選出。 （※受賞リスト）https://nice-movie.jp/v2-sho/
- 第1回沖縄NICE映画祭
  - グランプリ - 『スイート』監督：安井祥二
  - 準グランプリ - 『ねこちゃんおまんじゅうものがたり』監督：川部直人
  - 他に18の賞が上映52作品の中から選出。 （※受賞リスト）https://nice-movie.jp/v1-sho/

## 運営体制
公的な補助金は一切受けず、沖縄の地元の企業や個人、メンバーと懇意のあった企業（東京・大阪・沖縄）からの協賛金や副賞、応募料金、チケット販売などによって賄われている。
第1回目の沖縄NICE映画祭は、4回目の上映会が全国公募の形式となったもの。
第2回目（2024年1月26日 - 28日）

## 運営母体
2018年に沖縄のクリエイター達（十数名：変動あり）によって結成されたNICE（ナイス：Nirai Independent Cinema Engine：ニライ・インディペンデント・シネマ・エンジンの頭文字を取ったもの）という自主制作映像グループが母体となって運営されている。

## 上映会変遷
- 第1回上映会：2018年12月（ライブハウス「サウンドゴッズ」）
- 第2回上映会：2020年1月（貸しホール「ひめゆりピースホール」）
- 第3回上映会：2021年11月（映画館・劇場「首里劇場」）
- 第4回上映会（沖縄NICE映画祭１）：2022.1.27（金）～29（日）（映画館・劇場「桜坂劇場：ホールA」）
- 第5回上映会（沖縄NICE映画祭２）：2023.1.26（金）～28（日）（映画館・劇場「桜坂劇場：ホールA」）

※過去3回の自主上映会を有料観覧にて実施している。

## 各賞の詳細
開催年度によって、賞数や副賞の有無など内容に差が生じている。
- 最優秀映画賞（グランプリ）賞金30万円+副賞としてオリジナルWEBサイトを１年間提供（沖縄の企業である株式会社木立｜KODACHIから30万円相当のサービス提供を受け実現）
- 優秀映画賞（準グランプリ）賞金10万円（2024）、賞金５万円（2023）（株式会社エスキューシー｜SQC　から賞金の提供を受けて実現）（2023では、副賞として約4万円の基礎化粧品セット。ボタニカル化粧品研究所木立｜YUICOS　からの提供により実現｜※以下、副賞2と記述）
- 審査員特別賞　賞金1万円+副賞として北谷のホテルペア宿泊券（株式会社デポアイランドからの提供により実現 ※以下、副賞3と記述）
- 監督賞 賞金1万円+副賞（※副賞3）
- 脚本賞 賞金1万円+副賞（※副賞3）
- 俳優賞（対象性別の差はなく演技、存在感などを評価）賞金1万円を4名に進呈（2023 ※副賞2）（2024 副賞無し）